# دانشگاه هاتون

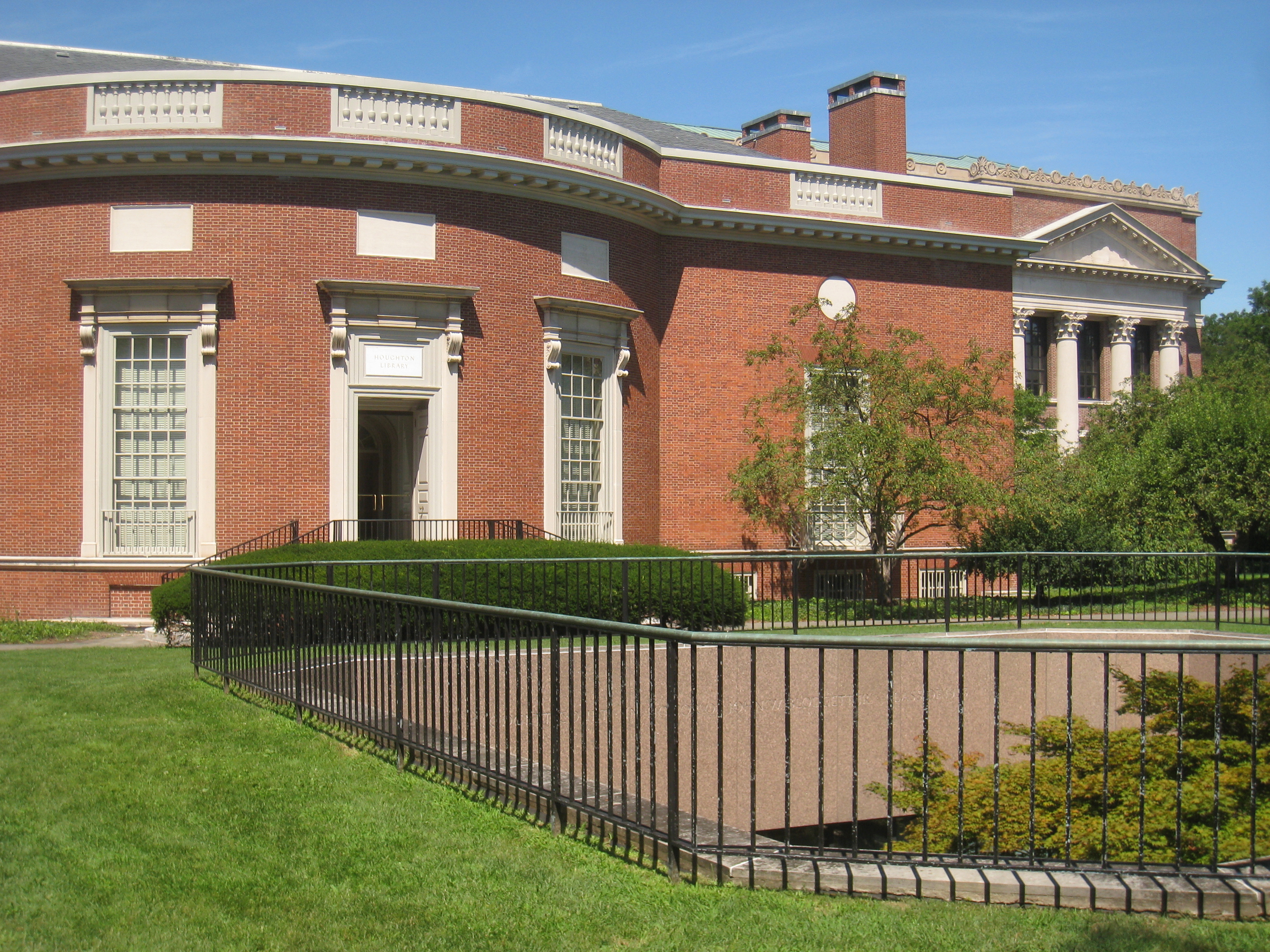

دانشگاه هاتون یک کالج خصوصی هنرهای آزاد مسیحی در هاتون، نیویورک است. این دانشگاه در سال ۱۸۸۳ توسط ویلارد جی. هاتون تأسیس شد و به کلیسای Wesleyan وابسته است. هاتون تقریباً به ۱۰۰۰ دانشجو خدمت می‌کند و دارای ۵۴ رشته تحصیلی برای دانشجویان کارشناسی است.

## تاریخچه
کالج هاتون در سال ۱۸۸۳ به عنوان مدرسه علوم دینی هاتون آغاز به کار کرد. در سال ۱۸۹۹، اولین کلاس‌های کالج ارائه شد. جیمز اس. لاکی در سال ۱۹۰۸ به ریاست این دانشگاه منصوب شد و کالج هاتون منشور موقت خود را در سال ۱۹۲۳ از نیویورک دریافت کرد. منشور دائمی در سال ۱۹۲۷ اعطا شد و اعتبار توسط انجمن کالج‌ها و مدارس ایالات میانه در سال ۱۹۳۵ صادر شد. استفن پین در سال ۱۹۳۷ به عنوان رئیس منصوب شد. زمانی که مؤسسه انجیل سابق بوفالو با کالج هاتون در سال ۱۹۶۹ ادغام شد، پردیس سنکای غربی ایجاد شد. ویلبر دیتون در سال ۱۹۷۲ به عنوان رئیس منصوب شد و دانیل آر چمبرلین در سال ۱۹۷۶ جانشین وی شد. این کالج اولین برنامه کارشناسی ارشد خود را در سال ۲۰۰۴ آغاز کرد. شرلی مولن در سال ۲۰۰۶ به عنوان رئیس این دانشگاه منصوب شد. از سال ۲۰۱۲ تا ۲۰۱۳، کالج برای دو سال متوالی پیشرفتهای قابل ملاحظه ای داشت. با وجود این، کالج هاتون با چالش‌های مالی و ثبت نامی مواجه شد که منجر به کاهش بودجه دانشگاهی برای سال تحصیلی ۲۰۱۴–۲۰۱۵ شد. این منجر به تغییر استراتژی این مؤسسه و در نهایت توسعه چندین رشته جدید از جمله صنعت موسیقی، مدیریت ورزشی، شد.